# Eriopyga torrida
Eriopyga torrida là một loài bướm đêm trong họ Noctuidae.